# Rio Chitid
O Rio Chitid é um rio da Romênia, afluente do Luncani, localizado no distrito de Hunedoara.